# Ritratto di Isabella d'Este (Rubens)
Il Ritratto di Isabella d'Este (Isabella in rosso) è un dipinto a olio su tela (101,8x81 cm) di Peter Paul Rubens, databile al 1600 e conservato nel Kunsthistorisches Museum di Vienna. È considerato una copia conforme di un originale perduto di Tiziano.